# Джованні Баттіста Фальконі
Джованні Баттіста Фальконі (Ян Баптист Фальконі; бл. 1600—1660) — італійський бароковий архітектор, що творив під впливом римської школи в Кракові в першій половині 17 століття. Народився біля Мілана. Близько 1630—1658 активно працював у Польщі, створюючи ранні барокові ліпні прикраси у багатьох церквах Малої Польщі та Люблінської області.
Був на службі королівського двору Владислава IV, а його покровителями були Станіслав Любомирський та канцлер Єжи Оссолінський.